# Арамян, Месроп
Месро́п Арамя́н (арм. Տ. Մեսրոպ քհն. Արամյան, 20 июня 1966, Ереван, Армянская ССР, имя при рождении — Матевос) — иерей Армянской Апостольской Церкви, богослов, учёный, сценарист, продюсер, общественный деятель и преподаватель. 
Соучредитель Образовательного фонда «Айб», автор образовательной программы и учредитель-председатель Совета попечителей школы «Айб» (Араратский бакалавриат). Соучредитель попечителей фонда FAST. Член Попечительского совета Американского университета Армении. Главный редактор и директор-основатель Богословского центра «Гандзасар», основатель и директор «Вем Медиа Артс» и радиостанции «Вэм». Сценарист и продюсер документального фильма «От Арарата до Сиона». Креативный продюсер и автор идеи фильма «Книга». Автор восточноармянского перевода «Книги скорбных песнопений» св. Григора Нарекаци. Автор книг, статей, исследовательских работ, радио- и телепередач, фильмов, а также образовательных проектов и программ.

## Молодые годы и образование
Отец Месроп Арамян родился 20 июня 1966 года в Ереване.
Выпускник специализированной физико-математической школы им. А. Шагиняна (при Ереванском государственном университете). Окончил Московский физико-технический институт (1990) по специальностям «инженер» и «физик-теоретик», сдал теоретический минимум Л. Д. Ландау (1995—1996) и был включён в группу теоретической физики В. Л. Гинзбурга (1998).
28 мая 1991 года был рукоположен в сан священника ААЦ.

## Трудовая деятельность
С 1991 года — основатель, бессменный директор и главный редактор Богословского центра «Гандзасар». На сегодняшний день богословским центром «Гандзасар» издано более 80 публикаций.
С 2002 года — основатель и главный редактор духовно-культурной радиостанции «Вэм».
С 2004 года — основатель и бессменный руководитель профессиональной студии «Вэм Медиа Артс». Студия сняла цикл из 12 документальных фильмов о проблемах экологии Армении и выпустила 2 цикла телепередач: «Катехизис» и «Духовные беседы».
В 2006 году стал одним из соучредителем Образовательного фонда «Айб».
2010 год — сценарист и продюсер документального фильма «От Арарата до Сиона» (студия «Вэм Медиа Артс»), повествующего о вековом присутствии армян на Святой Земле. Фильм был удостоен различных призов на международных кинофестивалях.
В 2011 году Образовательный фонд «Айб» основал школу «Айб». Отец Месроп Арамян является автором образовательной программы школы (Араратский бакалавриат) и учредителем-председателем Совета попечителей. 
В 2013—2018 гг. — советник президента Республики Армения по вопросам образования на общественных началах.
2014 год — креативный продюсер и автор идеи фильма «Книга» (студия «Вэм Медиа Артс»).
В 2014—2018 гг. — руководитель «Национальной программы отличия в образовании» — образовательной инициативы, которую Министерство образования и науки РА и Образовательный фонд «Айб» в сотрудничестве с Кембриджским университетом и Институтом образования Университетского колледжа Лондона (UCL) реализовывали на платформе школы «Айб».
В 2016 году был избран членом Попечительского совета Американского университета Армении.
С 2017 года – соучредитель и член Совета попечителей фонда FAST.
В 2019 году Культурно-образовательный фонд «Вэм» издал «Книгу скорбных песнопений» св. Григора Нарекаци в переводе о. Месропа Арамяна.

## Священство
Отец Месроп Арамян является членом епархиального совета Арцахской епархии Армянской Апостольской Церкви и дважды избирался депутатом Национального церковного собрания от Арцаха.

## Членство в организациях
Член Международной ассоциации по изучению патристики.

## Награды
5 июня 2010 года президент Республики Арцах Бако Саакян наградил отца Месропа Арамяна орденом «Месроп Маштоц».
2 июня 2017 года о. Месроп Арамян был награжден медалью «За заслуги перед Отечеством» II степени.

## Семья
Женат. Воспитывают 7 детей.

## Статьи отца Месропа Арамяна
- «Святой Григор Нарекаци – гений молитвы», 18.04.2015[17].
- «Полет над бездной» (на арм. яз.), 03.04.2015[18].
- «Иерей Месроп Арамян о ценностях», 16.03.2015[19].
- «Миссия, которая объединяет нас всех», 02.04.2015[20].
- «Конкурентоспособное образование и армянская действительность», 10.04.2011[21].
- «Возрождение классической орфографии – долг нашего поколения», статья была опубликована в ряде СМИ[22].

## Опубликованные работы

### Сборник трудов
- Մեսրոպ քահանայ Արամեան, Աշխատութիւններ [О. Месроп Арамян, Труды, 1-й том, Ереван, 2016 г.] Архивная копия от 15 апреля 2017 на Wayback Machine
- Մեսրոպ քահանայ Արամեան, Աշխատութիւններ [О. Месроп Арамян, Труды, 2-й том, Ереван, 2016 г.] Архивная копия от 15 апреля 2017 на Wayback Machine

### Богословские исследования
- «Երեք տիեզերական ժողովների դաւանութիւնը» (աստուածաբանական ակնարկ), «Գանձասար» աստուածաբանական հանդէս, Ա հտ., Երեւան [«Исповедание веры трех вселенских соборов» (богословский очерк), богословский журнал «Гандзасар», т. 1, Ереван], 1992., с. 110-140.
- «Հայ Եկեղեցու քրիստոսաբանական մտքի ուրուագծեր (Դ-Ը դդ.)» (դաւանաբանական էտիւդ), «Գանձասար» աստուածաբանական հանդէս, Բ հտ., Երեւան [«Очерки по христологической мысли Армянской церкви (IV-VIII вв.)» (догматический этюд), богословский журнал «Гандзасар», т. 2, Ереван], 1992, с. 86-122.
- «Մկրտութեան արարողութեան աստուածաբանութիւնը», «Գանձասար» աստուածաբանական հանդէս [«Богословие обряда Крещения», богословский журнал «Гандзасар»], т. 3, с. 57-88 и т. 4, с. 72-94. Ереван, 1993.
- «Միեղինութեան սկզբունքը աստուածաբանութեան մէջ», «Գանձասար» աստուածաբանական հանդէս, Ե հտ., Երեւան [«Принцип единства в богословии», богословский журнал «Гандзасар», т. 5, Ереван], 1994, с. 81-96.
- «Յովհաննէս Սարկաւագի «Յաղագս Նշանակի հաւատոյ Նիկիականն ՅԺԸ-իցն» ժողովածուն», «Գանձասար» աստուածաբանական հանդէս, Զ հտ., Երեւան [«Сборник Ованнеса Саркавага "О Символе веры 318 Никейских [Отцов]"», богословский журнал «Гандзасар», т. 6, Ереван], 1996, с. 44-78.
- «Ուղղափառ հաւատքի դաւանութիւնը որպէս հոգեւոր կեանքի հիմք», «Գանձասար» աստուածաբանական հանդէս, Է հտ., Երեւան, «Վէմ», [«Исповедание православной веры как основа духовной жизни», богословский журнал «Гандзасар», т. 17, Ереван, «Вэм»], 2002, с. 27-49.
- «Քրիստոսի պայծառակերպութիւնը», «Գանձասար» աստուածաբանական հանդէս, Ը հտ., Երեւան [«Преображение Христа», богословский журнал «Гандзасар», т. 8, Ереван], 2010, с. 11-20.

### Переводы и другие исследования
- Սբ. Գրիգոր Նարեկացի, Մատեան ողբերգութեան, թարգմ. Մեսրոպ քհն. Արամեանի, Երևան, 2019 թ. [Св. Григор Нарекаци, Книга скорбных песнопений. Перевод с древнеармянского на восточноармянский язык о. Месропа Арамяна, Ереван], 2019.
- Ս. Ներսէս Շնորհալի, Թուղթ ընդհանրական, թարգմ. Մեսրոպ քհն. Արամեանի, Տիգրան Խաչատրեանի եւ Սեդա Ստամբոլցեանի, «Գանձասար» մատենաշար, Երեւան, 1991 թ. [Св. Нерсес Шнорали, Окружное послание. Перевод с древнеармянского на совр. арм. язык о. Месропа Арамяна, Тиграна Хачатряна и Седы Стамболцян, серия «Гандзасар», Ереван], 1991.
- Սուրբ Նեղոս Սինայեցի, Աղօթքի մասին, «Գանձասար» աստուածաբանական հանդէս, Ա հտ., Երեւան [Св. Нил Синайский, О молитве, богословский журнал «Гандзасар», т. 1, Ереван], 1992, с. 177-196. (Перевод на совр. арм. язык).
- Երգ Երգոց, հանդերձ մեկնութեամբ նախնեաց, «Գանձասար» մատենաշար, Երեւան [Песнь песней, с толкованиями древних [Отцов], серия «Гандзасар», Ереван], 1993. (исследование).
- Ս. Յովհան Մանդակունի, Թուղթք Ա-Դ, «Գանձասար» աստուածաբանական հանդէս, Գ հտ., Երեւան [Св. Иоанн Мандакуни, Послания 1-4, богословский журнал «Гандзасар», т. 3, Ереван], 1993, с. 122-146. (Перевод на совр. арм. язык).
- Ս. Գրիգոր Լուսաւորիչ, Յաճախապատում ճառեր, Ա, Բ, ԺԶ, «Գանձասար» աստուածաբանական հանդէս, Դ հտ., Երեւան [Св. Григорий Просветитель, «Ачахапатум», Слова 1-4, богословский журнал «Гандзасар», т. 4. Ереван], 1993, с. 134-164. (Перевод на совр. арм. язык).
- Հոգեւոր կեանքի մասին, «Գանձասար» մատենաշար, Երեւան [О духовной жизни, серия «Гандзасар», Ереван], 1997. Сборник нравоучительных трактатов армянских средневековых Отцов Церкви в переводе на совр. арм. язык. Отец Месроп Арамян перевел 5 из 12 трактатов.

- Աղօթագիրք, «Վէմ», Երեւան [Молитвенник, «Вэм», Ереван], 2000 г. (составитель, сопереводчик и автор приложений).
- Սուրբ Աթանաս Ալեքսանդրացի, Որդու մարդեղութեան եւ Սուրբ Երրորդութեան մասին, գրաբարից թարգմ. Մեսրոպ քհն. Արամեանի եւ Սահակ սրկ. Ղազարեանի, «Գանձասար» աստուածաբանական հանդէս, Է հտ., Երեւան, Վէմ [Св. Афанасий Александрийский, О воплощении Сына и о Св. Троице, перевод с древнеармянского на совр. арм. язык о. Месропа Арамяна и дьякона Саака Казаряна, Ереван, «Вэм», богословский журнал «Гандзасар», т. 7], 2002, с. 188-212.
- Սուրբ Յովհաննէս Օձնեցի, Ընդդէմ երեւութականների, թարգմ. Մեսրոպ քհն. Արամեանի եւ Արա սրկ. Նալչաջեանի, «Գանձասար» աստուածաբանական հանդէս, Է հտ., Երեւան, Վէմ [Св. Ованнес Одзнеци, Против докетов, перевод с древнеармянского на совр. арм. язык о. Месропа Арамяна и дьякона Ара Налчаджяна, Ереван, «Вэм», богословский журнал «Гандзасар», т. 7], 2002, с. 237-273.
- Սրբազան Պատարագ Հայ Առաքելական Ուղղափառ Սուրբ Եկեղեցւոյ, «Գանձասար» աստուածաբանական կենտրոն, Երեւան [Священная Литургия Святой Армянской Апостольской Православной Церкви, богословский центр «Гандзасар», Ереван], 2010. (Исследование и перевод на совр. арм. язык параллельно с древнеарм. текстом).

### Критические издания древнеармянских текстов
- Յովհաննէս Սարկաւագ, Յաղագս Նշանակի հաւատոյ Նիկիականն ՅԺԸ-իցն, [Ճառ] Ա, «Գանձասար» աստուածաբանական հանդէս, Զ հտ., Երեւան [Ованнес Саркаваг, О Символе веры 318 Никейских [Отцов], Слово 1, богословский журнал «Гандзасар», т. 6, Ереван], 1996., с. 278-297.
- Պօղոս Տարօնացի, Բան հաւատոյ ընդդէմ հերձուածողաց, «Գանձասար» աստուածաբանական հանդէս, Է հտ., Երեւան, «Վէմ» [Погос Таронаци, Слово веры против еретиков, богословский журнал «Гандзасар», т. 7, Ереван, «Вэм»], 2002, с. 298-331.
- Յովհաննէս Սարկաւագ, Յաղագս նշանակի հաւատոյ Նիկիական ՅԺԸ-իցն, [Ճառք] Ե-Է, Ժ-ԺԱ,  «Գանձասար» աստուածաբանական հանդէս, Է հտ., Երեւան, «Վէմ» [Ованнес Саркаваг, О Символе веры 318 Никейских [Отцов], Слова 5-7, 10-11, богословский журнал «Гандзасар», т. 7, Ереван, «Вэм»], 2002, с. 332-370.
- Յովհաննէս Երզնկացու «Ի ՃԽ սաղմոսն...» ճառը, «Գանձասար» աստուածաբանական հանդէս, Է հտ., Երեւան, «Վէմ» [Слово Ованнеса Ерзнкаци «На псалом 140», богословский журнал «Гандзасар», т. 7, Ереван, «Вэм»], 2002., с. 384-386.
- Յովհաննէս Սարկաւագ, Յաղագս նշանակի հաւատոյ Նիկիական ՅԺԸ-իցն, [Ճառք] Բ-Դ, Ը-Թ, ԺԲ-ԺԴ, «Գանձասար» աստուածաբանական հանդէս, Ը հտ., Երեւան [Ованнес Саркаваг, О Символе веры 318 Никейских [Отцов], Слова 2-4, 8-9, 12-13,  богословский журнал «Гандзасар», т. 8, Ереван], 2010, с. 351-455.

### Другое
- Աւագ շաբաթ (գունազարդման գրքոյկ), «Գանձասար» հանդէս [Страстная седмица (книга для раскрашивания). Журнал «Гандзасар»], 1992. (составитель и автор текстов).